# 矣六街道
矣六街道，是中华人民共和国云南省昆明市官渡区下辖的一个乡镇级行政单位。

## 行政区划
矣六街道下辖以下地区：
新亚洲体育城社区、螺丝湾国际商贸城社区、子君社区、矣六社区、自卫社区、王官社区、渔村社区、关锁社区、宏仁社区、普自社区、广卫社区、五腊社区、塔密社区、星宇社区、欣景社区、映华社区、花田社区和云翔社区。